# Yandex
Yandex (ros. Яндекс) (czyt. Jandeks) – rosyjsko-holenderskie przedsiębiorstwo z siedzibą w Amsterdamie i z siedzibą operacyjną w Moskwie; korporacja międzynarodowa w branży informatycznej, właściciel rosyjskiej wyszukiwarki internetowej o tej samej nazwie. W 2017 wyszukiwarka kontrolowała około 50% rynku w Rosji oraz była to ósma co do wielkości wyszukiwarka świata.
Przedsiębiorstwo zostało założone w 1997 przez Arkadija Wołoża i Ilję Siegałowicza. Działa też na Białorusi i Ukrainie oraz w Kazachstanie i Turcji. W 2001 twórcy portalu uruchomili polską wersję wyszukiwarki, która jednak nie zdobyła satysfakcjonującego udziału w rynku i wkrótce została zamknięta. Wiosną 2010 Yandex rozpoczął indeksowanie zagranicznych zasobów internetowych i uruchomił wyszukiwarkę Yandex.com. W 2009 i 2010 przedsiębiorstwo wykupiło udziały w izraelskiej spółce Vizi Information Labs, rozwijającej technikę rozpoznawania twarzy, a także rosyjskie firmy zajmujące się cyfrowymi mapami (GIS Technology), sprzedażą reklam w sieci (Mediaselling) oraz gromadzeniem informacji o korkach (Smilink).